# Saison 1983-1984 du Paris Saint-Germain
Maillots
Chronologie
Saison précédente Saison suivante
La saison 1983-1984 du Paris Saint-Germain est la 14e saison de son histoire et la 11e en première division.

## Compétitions

### Championnat
La saison 1983-1984 de Division 1 est la quarante-sixième édition du Championnat de France de football. La division oppose vingt clubs en une série de trente-huit rencontres. Les meilleurs de ce championnat se qualifient pour les coupes d'Europe que sont la Coupe des clubs champions européens (le vainqueur), la Coupe UEFA (les trois suivants) et la Coupe des vainqueurs de coupe (le vainqueur de la Coupe de France). Le Paris Saint-Germain participe à cette compétition pour la onzième fois de son histoire et la dixième fois de suite depuis la saison 1974-1975.

#### Classement final
Le Paris Saint-Germain termine quatrième avec 18 victoires, 11 matchs nuls et 9 défaites. Une victoire rapportant deux points et un match nul un point, le PSG totalise donc 47 points.

### Coupe de France
La Coupe de France 1983-1984 est la 67e édition de la Coupe de France, une compétition à élimination directe mettant aux prises tous les clubs de football amateurs et professionnels à travers la France métropolitaine et les DOM-TOM. Elle est organisée par la FFF et ses ligues régionales.
Après deux titres consécutifs, le PSG est éliminé dès son entrer en compétition, au stade des trente-deuxièmes de finale, face au FC Mulhouse 1893, club de deuxième division. C'est le FC Metz qui succèdera au club parisien en battant en finale l'AS Monaco sur le score de 2 buts à 0 après prolongation.

### Coupe des coupes
En remportant la Coupe de France la saison précédente, le Paris Saint-Germain participe à l'édition 1983-1984 de la Coupe d'Europe des vainqueurs de coupe et commence son parcours en seizièmes de finale face au club nord-irlandais du Glentoran FC. 
Le PSG participe à cette compétition pour la deuxième fois consécutive. Le parcours du club de la capitale se termine en huitièmes de finale, face à la Juventus de Michel Platini. Les parisiens se font à nouveau éliminer de justesse, cette fois-ci sans perdre une seule rencontre (2-2 à l'aller au Parc des Princes puis 0-0 lors du match retour à Turin).